# Sesioctonus amazonensis
Sesioctonus amazonensis är en stekelart som beskrevs av Briceno 2003. Sesioctonus amazonensis ingår i släktet Sesioctonus och familjen bracksteklar. Inga underarter finns listade i Catalogue of Life.